# Estérope (hija de Atlante)

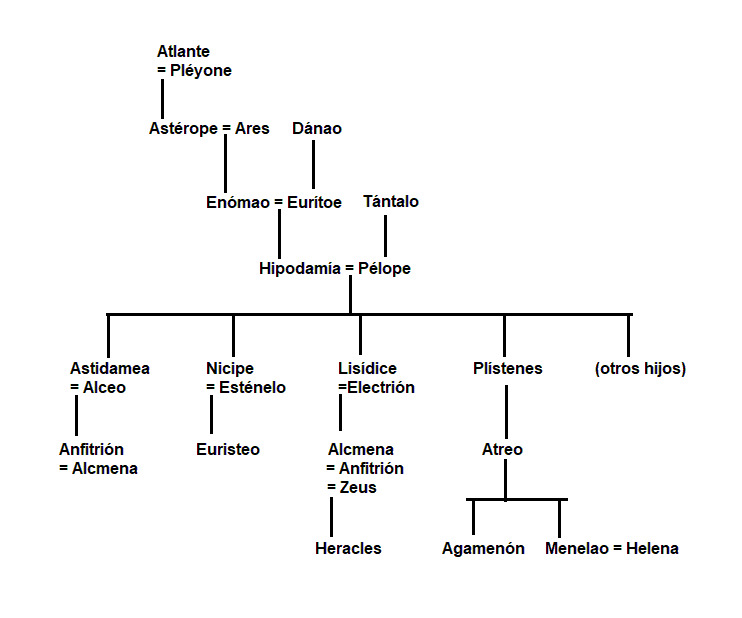
Descendencia de la Pléyade Astérope (Biblioteca mitológica y Catálogo de mujeres)

En la mitología griega, Estérope (en griego antiguo: Στερόπη, de στεροπή, steropē, esto es, «relámpago»), también llamada Astérope (Ἀστερόπη, «rostro estrellado») e incluso Asteria («estrellada»), fue una de las siete Pléyades. Estas eran las siete hijas de Atlante o Atlas y de la oceánide Pléyone, nacidas en el monte Cileno de Arcadia y catasterizadas en los cielos.
En la versión más antigua, que irónicamente es la más citada por autores latinos, dice que Estérope fue la madre Enómao producto de su romance con Ares. Se puede apreciar que la hija de Enómao, Hipodamía, nunca es citada como hija de Estérope. No obstante una versión aberrante nos dice que de Estérope y Ares nació Eveno y no Enómao. Eso sí, Eveno, unido a Alcipe, una hija de Enómao —que en esta versión posee otra genealogía—, engendró a Marpesa.
Posteriormente se estableció una segunda versión, en la que Estérope era la esposa, y no madre, de Enómao. En la versión que nos ofrece Pausanias Enómao era hijo de Ares o Alxión. El mismo autor nos dice que, en las escenas esculpidas en el frontón del templo de Zeus en Olimpia, se encuentra «una imagen de Zeus, y Enómao está situado a la derecha de Zeus con el casco en la cabeza, y junto a él su mujer Estérope, una de las hijas de Atlas».

## Legado
- Astérope es el nombre que comparten dos estrellas pertenecientes al cúmulo abierto de las Pléyades.